# Miami Dolphins 2016
La stagione 2016 dei Miami Dolphins è stata la 51ª della franchigia, la 47ª nella National Football League e la prima con Adam Gase come capo-allenatore. Con la vittoria nella settimana 15 sui Jets, la squadra si assicurò il primo record positivo dalla stagione 2008. Sette giorni dopo ebbe la matematica certezza di un posto nei playoff. La stagione di Miami si chiuse perdendo nel primo turno in casa dei Pittsburgh Steelers.

## Cambiamenti nello staff
Il 2 gennaio 2016, il general manager delle ultime due stagioni Dennis Hickey fu licenziato. Il 4 gennaio i Dolphins promossero in quel ruolo il capo degli osservatori Chris Grier, membro dello staff di Miami nelle ultime 16 stagioni.
Per scegliere il nuovo capo-allenatore i Dolphins intervistarono sette candidati: l'ex allenatore degli Atlanta Falcons Mike Smith, l'ex capo-allenatore di Washington Redskins e Denver Broncos Mike Shanahan, l'ex capo-allenatore dei Buffalo Bills Doug Marrone, l'assistente allenatore dei Bills Anthony Lynn, il coordinatore offensivo dei Chicago Bears Adam Gase, il coordinatore difensivo dei Detroit Lions Teryl Austin e l'allenatore ad interim della seconda parte della stagione 2015 Dan Campbell. Il 9 gennaio, Gase fu annunciato come dodicesimo allenatore della storia dei Dolphins.

## Scelte nel Draft 2016
| Scelte dei Dolphins nel Draft 2016 |        |                 |       |                  |
| Giro                               | Scelta | Giocatore       | Ruolo | College          |
| 1                                  | 13     | Laremy Tunsil   | OT    | Ole Miss         |
| 2                                  | 38     | Xavien Howard   | CB    | Baylor           |
| 3                                  | 73     | Kenyan Drake    | RB    | Alabama          |
| 3                                  | 86     | Leonte Carroo   | WR    | South Carolina   |
| 6                                  | 186    | Jakeem Grant    | WR    | Texas Tech       |
| 6                                  | 204    | Jordan Lucas    | CB/S  | Penn State       |
| 7                                  | 223    | Brandon Doughty | QB    | Western Kentucky |
| 7                                  | 231    | Thomas Duarte   | TE    | UCLA             |

## Staff
| Staff dei Miami Dolphins nel 2016 |
| --- |
| Organi dirigenziali - Chairman/General Partner – Stephen Ross - Vice Chairman/Partner – Jorge Perez - Vice Chairman – Don Shula - Presidente/CEO – Tom Garfinkel - General Manager – Dennis Hickey - Assistente General Manager – Eric Stokes - Executive Vice President of Football Administration – Dawn Aponte - Executive Vice President of Football Operations – Mike Tannenbaum - Manager of Football Administration – Ryan Herman - Direttore del personale – Joe Schoen - Direttore degli osservatori del college – Chris Grier - Direttore degli osservatori dei professionisti – Anthony Hunt Capo allenatore - Adam Gase - Assistente – Darren Rizzi Altri allenatori - Preparatore atletico – Dave Puloka - Assistente - Jim Arthur - Assistente - Ted Rath Allenatori dell'attacco - Coordinatore offensivo – Clyde Christensen - Quarterback – Bo Hardegree - Running Back – Danny Barrett - Wide Receiver – Shawn Jefferson - Assistente Wide Receiver - Ben Johnson - Tight End – Shane Day - Offensive Line – Chris Foerster - Assistente Offensive Line – Jeremiah Washburn - Controllo qualità attacco - Chris Kuper Allenatori della difesa - Coordinatore difensivo – Vance Joseph - Defensive Line – Terrell Williams - Linebacker – Matt Burke - Assistant Linebacker - Charlie Bullen - Defensive Back – Lou Anarumo - Assistente Defensive Back - Daronte Jones - Controlla qualità difesa - Rusty McKinney - Assistente senior - Jim Washburn Allenatori dello special team - Assistente Special Team: Marwan Maalouf |

## Roster
| Roster dei Miami Dolphins nel 2016 |
| --- |
| Quarterback - 6 Brandon Doughty - 8 Matt Moore - 17 Ryan Tannehill Running Back - 23 Jay Ajayi - 32 Kenyan Drake - 34 Arian Foster - 22 Isaiah Pead - 26 Damien Williams Wide Receiver - 88 Leonte Carroo - 19 Jakeem Grant - -- Justin Hunter - 14 Jarvis Landry - 11 DeVante Parker - 10 Kenny Stills Tight End - 84 Jordan Cameron - 48 MarQueis Gray - 80 Dion Sims Offensive Linemen - 76 Branden Albert T - 74 Jermon Bushrod T - 70 Ja'Wuan James T - 51 Mike Pouncey C - 65 Anthony Steen C/G - 63 Dallas Thomas G - 67 Laremy Tunsil G/T - 77 Billy Turner G - 60 Kraig Urbik C/G Defensive Linemen - 50 Andre Branch DE - 78 Terrence Fede DE - 98 Jason Jones DE - 90 Earl Mitchell DT - 97 Jordan Phillips DT - 93 Ndamukong Suh DT - 91 Cameron Wake DE - 73 Julius Warmsley DE - 94 Mario Williams DE Linebacker - 47 Kiko Alonso OLB - 46 Neville Hewitt OLB - 45 Mike Hull OLB - 53 Jelani Jenkins OLB - 55 Koa Misi MLB - 42 Spencer Paysinger OLB Defensive Back - 24 Isa Abdul-Quddus SS - 35 Walt Aikens FS - 25 Xavien Howard CB - 20 Reshad Jones SS - 36 Tony Lippett CB - 21 Jordan Lucas CB - 41 Byron Maxwell CB - 28 Bobby McCain CB - 31 Michael Thomas FS Special Team - 4 Matt Darr P - 92 John Denney LS - 3 Andrew Franks K Lista delle riserve - 1 Chris Culliver CB (PUP) - 33 Ifo Ekpre-Olomu CB (IR) - 95 Dion Jordan DE (NF-Inj.) - 49 Zach Vigil OLB (NF-Inj.) 53 attivi, 4 inattivi |
| Legenda - I rookie sono in corsivo. - Il primo ruolo è il principale mentre gli eventuali successivi indicano i ruoli secondari. - (IR) sta per Injured Reserve ed indica la lista ristretta per un solo giocatore infortunato che può tornare ad allenarsi dopo la settimana 6 e a rientrare in prima squadra dopo che questa ha giocato 8 partite. - (NF-Inj.) / (NF-Ill.) stanno rispettivamente per Non-Football Injured e Non-Football Illness ed indicano le liste dove viene inserito un giocatore che ha un infortunio o una malattia non dipendente dal football americano. - (PUP) sta per Physically Unable to Perform ed indica la lista dove viene inserito un giocatore mentre è in attesa di recuperare la condizione fisica. Nella stagione regolare dopo la sesta partita giocata dalla propria squadra, il giocatore ha tempo tre settimane per riprendere ad allenarsi, più tre settimane aggiuntive dal suo rientro agli allenamenti per rientrare in prima squadra. |

## Calendario

### Stagione regolare
| Turno | Data               | Ora                | Avversario              | Risultato          | Record             | Stadio                        | TV                 | NFL.com recap      |
| ----- | ------------------ | ------------------ | ----------------------- | ------------------ | ------------------ | ----------------------------- | ------------------ | ------------------ |
| 1     | 11/9               | 4:05 p.m. EDT      | at Seattle Seahawks     | S 10–12            | 0–1                | CenturyLink Field             | CBS                | Recap              |
| 2     | 18/9               | 1:00 p.m. EDT      | at New England Patriots | S 24–31            | 0–2                | Gillette Stadium              | CBS                | Recap              |
| 3     | 25/9               | 1:00 p.m. EDT      | Cleveland Browns        | V 30–24 (DTS)      | 1–2                | Hard Rock Stadium             | CBS                | Recap              |
| 4     | 29/9               | 8:25 p.m. EDT      | at Cincinnati Bengals   | S 7–22             | 1–3                | Paul Brown Stadium            | NFLN               | Recap              |
| 5     | 9/10               | 1:00 p.m. EDT      | Tennessee Titans        | S 17–30            | 1–4                | Hard Rock Stadium             | CBS                | Recap              |
| 6     | 16/10              | 1:00 p.m. EDT      | Pittsburgh Steelers     | V 30–15            | 2–4                | Hard Rock Stadium             | CBS                | Recap              |
| 7     | 23/10              | 1:00 p.m. EDT      | Buffalo Bills           | V 28–25            | 3–4                | Hard Rock Stadium             | CBS                | Recap              |
| 8     | Settimana di pausa | Settimana di pausa | Settimana di pausa      | Settimana di pausa | Settimana di pausa | Settimana di pausa            | Settimana di pausa | Settimana di pausa |
| 9     | 6/11               | 1:00 p.m. EST      | New York Jets           | V 27–23            | 4–4                | Hard Rock Stadium             | CBS                | Recap              |
| 10    | 13/11              | 4:05 p.m. EST      | at San Diego Chargers   | V 31–24            | 5–4                | Qualcomm Stadium              | CBS                | Recap              |
| 11    | 20/11              | 4:05 p.m. EST      | at Los Angeles Rams     | V 14–10            | 6–4                | Los Angeles Memorial Coliseum | Fox                | Recap              |
| 12    | 27/11              | 1:00 p.m. EST      | San Francisco 49ers     | V 31–24            | 7–4                | Hard Rock Stadium             | Fox                | Recap              |
| 13    | 4/12               | 1:00 p.m. EST      | at Baltimore Ravens     | S 6–38             | 7–5                | M&T Bank Stadium              | CBS                | Recap              |
| 14    | 11/12              | 1:00 p.m. EST      | Arizona Cardinals       | V 26–23            | 8–5                | Hard Rock Stadium             | Fox                | Recap              |
| 15    | 17/                | 8:25 p.m. EST      | at New York Jets        | V 34–13            | 9–5                | MetLife Stadium               | NFLN               | Recap              |
| 16    | 24/12              | 1:00 p.m. EST      | at Buffalo Bills        | V 34–31 (DTS)      | 10–5               | New Era Field                 | CBS                | Recap              |
| 17    | 1/1                | 1:00 p.m. EST      | New England Patriots    | S 14–35            | 10–6               | Hard Rock Stadium             | CBS                | Recap              |

Nota: Gli avversari della propria division sono in grassetto.

### Playoff
| Turno     | Data | Avversario (seed)          | Risultato | Record | Stadio      | NFL.com recap |
| --------- | ---- | -------------------------- | --------- | ------ | ----------- | ------------- |
| Wild Card | 8/1  | at Pittsburgh Steelers (3) | S 12–30   | 0–1    | Heinz Field | Recap         |

## Classifiche

### American Football Conference
| Pos                 | Squadra              | Division           | V                  | S                  | P                  | %                  | Div                | Conf               | SOS                | SOV                | Striscia           |
| Leader di division  | Leader di division   | Leader di division | Leader di division | Leader di division | Leader di division | Leader di division | Leader di division | Leader di division | Leader di division | Leader di division | Leader di division |
| ------------------- | -------------------- | ------------------ | ------------------ | ------------------ | ------------------ | ------------------ | ------------------ | ------------------ | ------------------ | ------------------ | ------------------ |
| 1.                  | New England Patriots | East               | 14                 | 2                  | 0                  | .875               | 5-1                | 11-1               | .439               | .424               | 7 V                |
| 2.                  | Kansas City Chiefs   | West               | 12                 | 4                  | 0                  | .750               | 6-0                | 9-3                | .508               | .479               | 2 V                |
| 3.                  | Pittsburgh Steelers  | North              | 11                 | 5                  | 0                  | .688               | 5-1                | 9-3                | .494               | .423               | 7 V                |
| 4.                  | Houston Texans       | South              | 9                  | 7                  | 0                  | .563               | 5-1                | 7-5                | .502               | .427               | 1 S                |
| Wild card           |                      |                    |                    |                    |                    |                    |                    |                    |                    |                    |                    |
| 5.                  | Oakland Raiders      | West               | 12                 | 4                  | 0                  | .750               | 3-3                | 9-3                | .504               | .443               | 1 S                |
| 6.                  | Miami Dolphins       | East               | 10                 | 6                  | 0                  | .625               | 4-2                | 7-5                | .455               | .341               | 1 S                |
| Escluse dai playoff |                      |                    |                    |                    |                    |                    |                    |                    |                    |                    |                    |
| 7.                  | Tennessee Titans     | South              | 9                  | 7                  | 0                  | .563               | 2-4                | 6-6                | .465               | .458               | 1 V                |
| 8.                  | Denver Broncos       | West               | 9                  | 7                  | 0                  | .563               | 2-4                | 6-6                | .549               | .455               | 1 V                |
| 9.                  | Baltimore Ravens     | North              | 8                  | 8                  | 0                  | .500               | 4.2                | 7-5                | .498               | .363               | 2 S                |
| 10.                 | Indianapolis Colts   | South              | 8                  | 8                  | 0                  | .500               | 3-3                | 5-7                | .492               | .406               | 1 V                |
| 11.                 | Buffalo Bills        | East               | 7                  | 9                  | 0                  | .438               | 1-5                | 4-8                | .482               | .339               | 2 S                |
| 12.                 | Cincinnati Bengals   | North              | 6                  | 9                  | 1                  | .406               | 3-3                | 5-7                | .521               | .333               | 1 V                |
| 13.                 | New York Jets        | East               | 5                  | 11                 | 0                  | .313               | 2-4                | 4-8                | .518               | .313               | 1 V                |
| 14.                 | San Diego Chargers   | West               | 5                  | 11                 | 0                  | .313               | 1-5                | 4-8                | .543               | .513               | 5 S                |
| 15.                 | Jacksonville Jaguars | South              | 3                  | 13                 | 0                  | .188               | 2-4                | 2-10               | .527               | .417               | 1 S                |
| 16.                 | Cleveland Browns     | North              | 1                  | 15                 | 0                  | .063               | 0-6                | 1-11               | .549               | .313               | 1 S                |

Note
- Sotto la colonna SOV è indicata la percentuale della Strenght of Victory, statistica che riporta la percentuale di vittoria delle squadre battute da una particolare squadra (il valore assume rilievo come discriminante ai fini della classifica in caso di un record stagionale identico fra due squadre).
- Sotto la colonna SOS è indicata la percentuale della Strenght of Schedule, valore determinato da una formula che calcola la percentuale di vittoria di tutte le squadre che una singola squadra deve affrontare durante la stagione (il valore, insieme alla SOV, assume rilievo come discriminante ai fini della classifica in caso di un record stagionale identico fra due squadre).

- Sotto la colonna Div è indicato il bilancio vittorie-sconfitte (record) contro le squadre appartenenti alla stessa division di appartenenza (AFC West).
- Sotto la colonna Conf viene indicato il record contro le squadre appartenenti alla stessa conference di appartenenza (AFC).